# Намангани, Джума
Джумабай Ахмаджанович Ходжиев (узб. Jumaboy Ahmadjon oʻgʻli Xojiev; 12 июня 1969 — 9 ноября 2001) — узбекский радикал-исламист, приверженец салафизма, полевой командир. Один из первых лидеров радикальной исламистской террористической организации Исламское движение Узбекистана.

## Биография
Джумабай Ахмаджонович Ходжиев родился 12 июня 1969 года в кишлаке Ходжа-кишлак Наманганского района Наманганской области. Выпускник СПТУ № 28 города Намангана. В ноябре 1987 года был призван на армейскую службу в воздушно-десантные войска. С 1988 года принимал участие в Афганской войне. После демобилизации в 1989 году вернулся в Ферганскую долину, где попал под влияние местных религиозных активистов.
В конце 1989 года стал учеником одного из наиболее авторитетных богословов среднеазиатского региона Абдували Мирзаева. Ходжиев принял активное участие в создании военизированной, фундаменталистской организации «Товба» («Покаяние»), ставившей своей целью построение на территории Ферганской долины шариатского государства силой оружия. В 1992 году вместе с тридцатью последователями бежал в Курган-Тюбинскую область на западе Таджикистана. При содействии таджикских радикалов (в частности, Мохаммадшарифа Химматзода, занимавшегося формированием военной структуры ПИВТ) выехал на территорию Афганистана, где попал в тренировочный лагерь таджикской оппозиции в северной провинции Кундуз. В дальнейшем проходил профессиональную подготовку на тренировочной базе организации Джамаат-е ислами в районе города Варсадж северо-восточной провинции Тахор.
Вместе с Тахиром Юлдашем, являлся одним из видных деятелей радикальной исламской оппозиции в Центральной Азии.
17 ноября 2000 года Верховным судом Узбекистана был осужден по обвинению в организации террористических актов в Ташкенте в 1999 году  и заочно приговорен к смертной казни.
Проживал в Афганистане, где тесно сотрудничал с движением Талибан. Согласно официальному заявлению генерала Дустума, Джума Намангани погиб при обороне Кундуза в ноябре 2001 года. Тем не менее, руководители силовых структур Узбекистана отнеслись к этой информации с недоверием, а в июне 2002 года секретарь Совета безопасности Киргизии сообщил, что Намангани жив и готовит вторжение в Ферганскую долину.